# Gaeumannomyces cylindrosporus
Gaeumannomyces cylindrosporus är en svampart som beskrevs av D. Hornby, Slope, Gutter. & Sivan. 1977. Gaeumannomyces cylindrosporus ingår i släktet Gaeumannomyces och familjen Magnaporthaceae.   Inga underarter finns listade i Catalogue of Life.